# Percy Treite
Percy Treite, Percival Treite (ur. 10 września 1911, zm. 8 kwietnia 1947) – zbrodniarz hitlerowski, lekarz SS w obozie koncentracyjnym Ravensbrück oraz SS-Hauptsturmführer.

## Życiorys
Był Anglikiem z pochodzenia. Do 1943 władze niemieckie uważały go za antynazistę, dlatego był on niepokojony przez reżim. Z wykształcenia lekarz ginekolog, napisał 10 prac w tej dziedzinie, które były drukowane w czasopismach fachowych. Po wysłaniu swojej rodziny do Szwajcarii Treite nagle wstąpił do SS.
Od września 1943 do momentu wyzwolenia obozu przez aliantów był młodszym lekarzem obozowym w Ravensbrück. Osobowość jego była niejasna i skomplikowana, był rozmyślnie okrutny. Treite przeprowadzał eksperymenty pseudomedyczne na więźniarkach Ravensbrück oraz zajmował się zabijaniem chorych na gruźlicę (mordując zastrzykami w serce lub kierując do obozu zagłady Majdanek).
Dodatkowo obciąża go fakt eksterminacji rzekomo chorych umysłowo, zajmujących jeden z bloków obozowych. W maleńkiej izbie stłoczono wówczas ok. 60 półnagich kobiet. Większość z nich nie była chora umysłowo. Nie mogły one ani usiąść, ani tym bardziej się położyć. Zamknięte dniem i nocą, nie miały prawa wychodzenia pod żadnym pozorem. Często biły się ze sobą i pewnego ranka znaleziono 4 zaduszone w ciągu nocy. Dzień później Treite rozkazał zabić 10 najbardziej szalonych, by zrobić miejsce dla nowo przybywających. Oprócz tego Treite zabronił udzielania opieki medycznej starym kobietom niezdolnym do pracy.
Po wojnie stanął przed Brytyjskim Trybunałem Wojskowym w Hamburgu jako jeden z oskarżonych w pierwszym procesie załogi Ravensbrück. W lutym 1947 skazany został na karę śmierci. Percy Treite uniknął stryczka, popełniając samobójstwo w kwietniu 1947 (wyroki wykonano dopiero w maju tego roku).